# Bentar
Bentar is een bestuurslaag in het regentschap Brebes van de provincie Midden-Java, Indonesië. Bentar telt 4019 inwoners (volkstelling 2010).